# Molinia
Molinia is een geslacht uit de grassenfamilie (Poaceae). Het geslacht is vernoemd naar Juan Ignacio Molina, een negentiende-eeuwse Chileense natuuronderzoeker. De soorten van dit geslacht komen voor in Europa, Afrika, gematigd Azië en Noord-Amerika.

## Soorten
Van het geslacht zijn de volgende soorten bekend: 
- Molinia caerulea (Pijpenstrootje)
- Molinia japonica